# Wohnhaus Fährstraße 7
Das Wohnhaus Fährstraße 7 unweit der Fähranlage über die Oste in der niedersächsischen Samtgemeinde Land Hadeln, Gemeinde Osten im Landkreis Cuxhaven, stammt aus der zweiten Hälfte des 19. Jahrhunderts. Aktuell (2024) wird es als Wohnhaus genutzt.
Das Gebäude steht unter Denkmalschutz (siehe auch Liste der Baudenkmale in  Osten (Oste)).

## Beschreibung
Das zweigeschossige traufständige verputzte villenartige historisierende Gebäude auf Sockel mit hohlpfannengedecktem flachen Satteldach wurde um 1880 gebaut. Die Fassaden werden durch gequaderte Ecklisenen gegliedert. Straßenseitig befindet sich ein dreiachsiger, mittlerer Giebelrisalit mit Balkon. Die Fenster und Fensterpaarungen haben Segmentbögen, im Mittelteil Rundbögen; sie werden durch Putzprofile betont. Der mittlere Haupteingang in Mittelachse wird über eine gerade zweiläufige Treppe erschlossen.
Das Landesdenkmalamt befand u. a.: „… zeittypischer, spätklassizistischer  Rundbogenstil … Einfluss städtischer Vorbilder auf eine anspruchsvolle, repräsentative Gestaltung ländlicher Wohnhausarchitektur.“
An der Fährstraße sind die Häuser Nr. 1, Nr. 3, Nr. 5, Nr. 8b, Nr. 7 und Nr. 18 denkmalgeschützt.